# Universalverdünnung
Universalverdünnung – im Handel auch erhältlich als Universal-Nitro-Verdünnung oder Kunstharzverdünnung – ist eine Flüssigkeit, welche zum Verdünnen und Lösen von Alkydharz- und Nitrolacken verwendet wird, insbesondere zur Reinigung von Pinseln und anderen Malwerkzeugen. Bestandteile sind organische Lösungsmittel wie Ketone, Ester, Alkohole sowie aromatische und andere Kohlenwasserstoffe.
Der Namensbestandteil Universal- bezieht sich dabei darauf, dass das Mittel für Alkydharz- und Nitrolacke geeignet ist und somit etwa eine spezielle Nitroverdünnung ersetzen kann; er bedeutet aber nicht, dass es für jegliche Lacke oder Farben geeignet wäre.
Universalverdünnung hat meist einen intensiven Geruch und enthält häufig gesundheitsschädliche Bestandteile, weshalb beim Umgang damit Schutzausrüstung (Handschuhe, Schutzbrille) verwendet werden sollte; im Innenbereich sollte für eine gute Belüftung gesorgt werden. Universalverdünnung versprödet oder löst Kunststoffteile.

## Ähnliche Verdünnungsmittel
- Nitroverdünnung
- Terpentinöl